# Anna Sophie von Preußen
Anna Sophie von Preußen (* 11. Juni 1527 in Königsberg; † 6. Februar 1591 in Lübz) war eine Prinzessin des Herzogtums Preußen und durch Heirat Herzogin zu Mecklenburg.

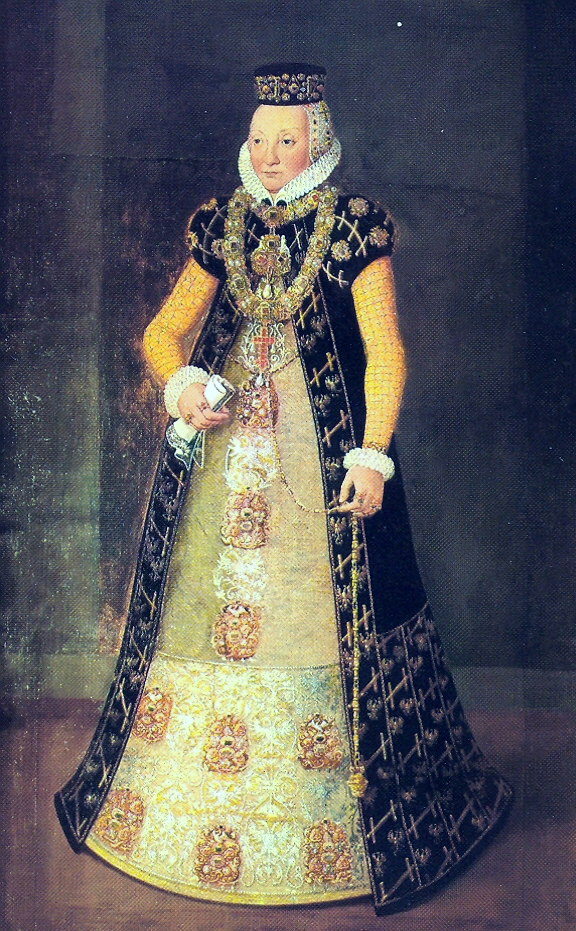
Anna Sophie von Preußen, Herzogin zu Mecklenburg

## Leben
Anna Sophie war das älteste und einzige überlebende Kind des Herzogs Albrecht von Preußen (1490–1568) aus dessen erster Ehe mit Dorothea von Dänemark und Norwegen (1504–1547), Tochter des Königs Friedrich I. von Dänemark. Durch ihre Mutter hatte Anna Sophie umfangreiche Kenntnisse in Naturheilkunde besonders der Frauenheilkunde. Bereits 1546 wurden Anna Sophie von den preußischen Ständen eine so genannte Prinzessinnensteuer von 30.000 Gulden bewilligt, die sie bei ihrer Hochzeit auch erhielt.
Anna Sophie heiratete am 24. Februar 1555 in Wismar Herzog Johann Albrecht I. zu Mecklenburg (1525–1576). Im Rahmen der Hochzeitsfeierlichkeiten sorgte Anna Sophies Vater für einen Vergleich seines Schwiegersohnes mit dessen Bruder Ulrich. Anlässlich der Vermählung hatte Johann Albrecht den Fürstenhof in Wismar im Stil der Renaissance umgestalten lassen, welchen er gemeinsam mit seiner Gemahlin bezog. Den drei Söhnen dieser Ehe war Anna Sophie eine liebevolle Mutter. Wegen seiner Ehe war Herzog Johann Albrecht seinem Schwiegervater im Reich als auch in Livland ein treuer Bündnisgenosse. Albrecht von Preußen versuchte zeitweise erfolglos seinen Schwiegersohn als Nachfolger im Herzogtum Preußen anerkennen zu lassen.
Anna Sophie starb auf ihrem Witwensitz in Lübz und wurde im Schweriner Dom bestattet.

## Nachkommen
Aus ihrer Ehe hatte Anna Sophie folgende Kinder:
- Albrecht (1556–1561)
- Johann VII. (1558–1592), Herzog zu Mecklenburg (-Schwerin)

⚭ 1588 Prinzessin Sophia von Schleswig-Holstein-Gottorf (1569–1634)
- Sigismund August (1560–1600), Herzog zu Mecklenburg

⚭ 1593 Prinzessin Klara Maria von Pommern-Barth (1574–1623)